# Cité du Sacré-Cœur
La cité du Sacré-Cœur est une voie privée de la butte Montmartre située dans le 18e arrondissement de Paris. 

## Situation et accès
D'une longueur de 85 m et d'une largeur de 12, elle débute au 40, rue du Chevalier-de-la-Barre et se termine en impasse.

## Origine du nom
Cette voie, comprise dans le Vieux Montmartre, porte ce nom en raison du voisinage de la basilique du Sacré-Cœur.

## Historique

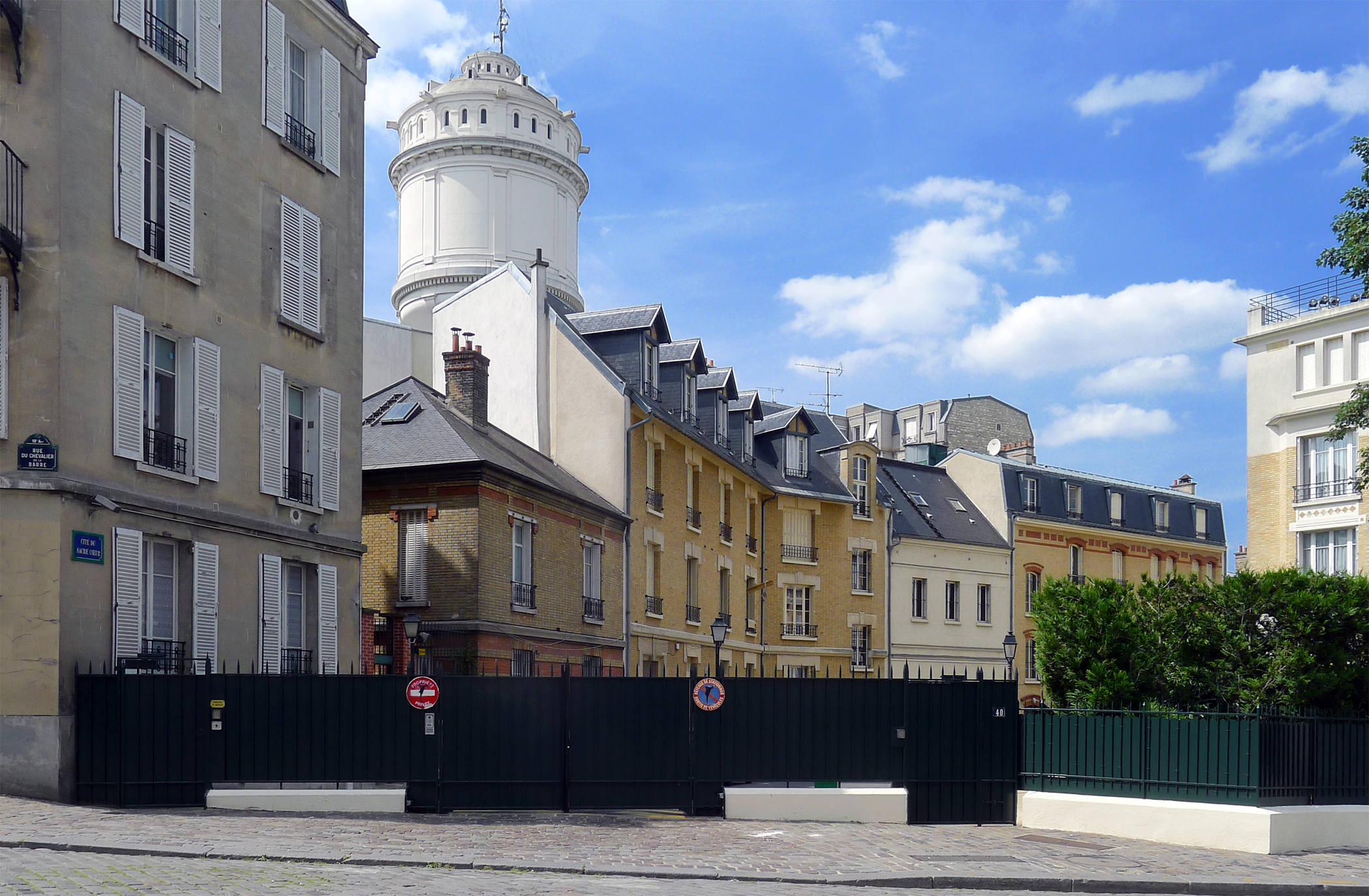
La cité du Sacré-Cœur est une voie privée qui débute au 40, rue du Chevalier-de-la-Barre et se termine en impasse.

## Bâtiments remarquables et lieux de mémoire
Au no 3 : le prieuré Saint-Benoît. Fondé en 1984,, il abrite la congrégation des Bénédictines du Sacré-Cœur de Montmartre.